# الثورة البابلية
الثورة البابلية في عام 626 ق.م تشير إلى سلسلة من الأحداث من 626 ق.م. إلى 616 ق.م. عندما نجح البابليون في إنشاء استقلال بابل وإزالة آخر التأثيرات الآشورية في مجالاتهم. الثورة هي واحدة من أهم العوامل المساهمة في سقوط أشور؛ وفي غضون أربع سنوات من نهاية الثورة ينتهي الوجود الآشوري في بلاد ما بين النهرين و يهرب الآشوريين إلى منفى في حران في الأجزاء الشرقية من سوريا.

## اندلاع الثورة
قامت بابل الدولة تابعة للإمبراطورية الآشورية منذ ثلاثة قرون، باستغلال فرصة الفوضى في آشور وبرز نبوبولاسر «والذي لم يكن معروفاً قبل ذلك» كزعيماً للشعوب الكلدانية في جنوب شرق بلاد ما بين النهرين، وأعلن التمرد والعصيان على الحكم الاشوري 626 ق.م.
تسبب ذلك بحروب طويلة في قلب بلاد ما بين النهرين. حيث حاول نبوبولاسر الأستيلاء على نيبور، المركز الآشوري الرئيسي القوي في بابل، لكنه هزم فيما بعد بسبب وصول التعزيزات الآشورية. ومع ذلك تمكن نبوبولاسر من السيطرة على مركز مدينة بابل نفسها بمساعدة المواطنين البابليين، وتوج ملكاً على بابل سنة 625 ق.م.
تعثر سين شار إشكون بسبب الحرب الأهلية في آشور، ثم خسر المزيد من الأراضي قبل أن ينجح في استعادة السيطرة على أوروك في أقصى الجنوب سنة 624 ق.م، لكنه سرعان ما خسرها مرة أخرى. في 623 ق.م، قاد سين شار إشكون جيشا كبيرا إلى بلاد بابل لسحق التمرد الكلداني، ولكن حدث في حينها اندلاع تمرد كبير آخر في بلاد آشور. فأضطر العودة وأرسال الجيش لإغاثة الشمال مرة أخرى، ولكن ذلك الجيش الذي أرسله سرعان ما انضم إلى المتمردين المطالبين بالعرش، حتى كادت أن تسقط العاصمة نينوى دون أي مواجهة، ولكن في نهاية المطاف كان سين شار إشكون قادرا على قمع التمرد الذي حدث في الوطن الأم. ولكن الأهم من ذلك كان قد فقد وقتا ثمينا من أجل حل المشكلة البابلية مع نبوبولاسر الذي استفاد كثيرا من تلك الأوضاع في ترسيخ نفسه حكمه على بلاد بابل. وفي سنة 620 أو 619 ق.م نجح نبوبولاسر بالاستيلاء على نيبور فأصبح بذلك سيد بابل بلا منازع. ومع ذلك، ظل على مدى السنوات الأربع التالية يحاول الإطاحة بالجيوش الآشورية المتبقية في معاقل البابليين.